# Jacek Majchrowski

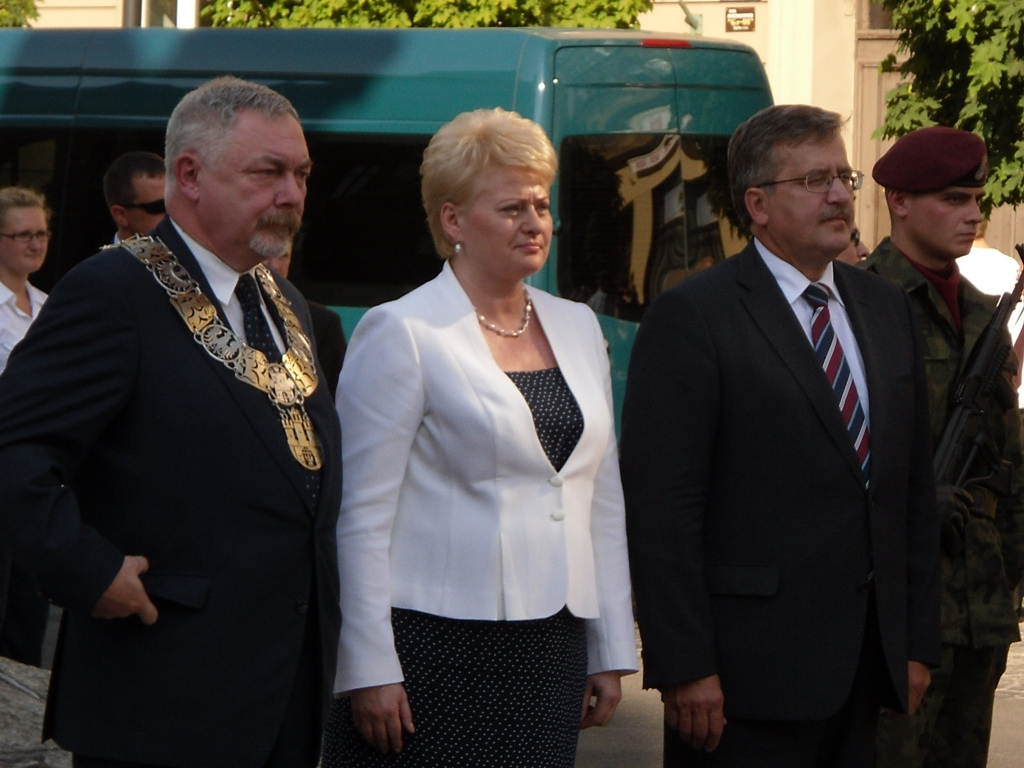
Jacek Majchrowski z prezydent Litwy Dalią Grybauskaitė i prezydentem Polski Bronisławem Komorowskim (2010)

Jacek Maria Majchrowski (ur. 13 stycznia 1947 w Sosnowcu) – polski prawnik, polityk, historyk doktryn politycznych i prawnych, profesor zwyczajny Uniwersytetu Jagiellońskiego, profesor nauk prawnych, członek Trybunału Stanu (2005–2011).
Znawca II Rzeczypospolitej, dokumentujący jej historię, a szczególnie działalność ugrupowań prawicowych. W latach 2002–2024 prezydent Krakowa – najdłużej urzędujący w historii miasta.

## Życiorys
Urodził się w 13 stycznia 1947 w Sosnowcu jako syn Krystyny i Tadeusza. Jest absolwentem IV Liceum Ogólnokształcącego im. Stanisława Staszica w Sosnowcu.
Swoje życie związał z Krakowem, a pracę z Uniwersytetem Jagiellońskim, na którym w 1970 ukończył studia. W 1974 uzyskał stopień doktora na Wydziale Prawa i Administracji, a w 1988 uzyskał tytuł profesora nadzwyczajnego nauk prawnych. Od 1987 do 1993 pełnił funkcję dziekana Wydziału Prawa i Administracji. Związany był również z Instytutem Nauk Politycznych na Wydziale Zarządzania i Administracji Uniwersytetu Humanistyczno-Przyrodniczego Jana Kochanowskiego w Kielcach. Był także prorektorem Wyższej Szkoły Handlu i Prawa im. Ryszarda Łazarskiego w Warszawie.
Od 1965 był członkiem Polskiej Zjednoczonej Partii Robotniczej, legitymację oddał po wprowadzeniu stanu wojennego. W wyborach czerwcowych 1989 kandydował do Sejmu X kadencji PRL w ramach mandatu dla bezpartyjnych, zdobywając 10 171 głosów – przegrał z Janem Rokitą (154 616 głosów).
W latach 1996–1997 pełnił funkcję wojewody krakowskiego. Przyczynił się m.in. do powstania Specjalnej Strefy Ekonomicznej w Krakowie i do podpisania wstępnej umowy o budowie Centrum Koncertowo-Kongresowego. Uratował także przed likwidacją Teatr Stu. Ponadto, co było szeroko komentowane, jako wojewoda z Sojuszu Lewicy Demokratycznej, doprowadził do przeniesienia grobów żołnierzy radzieckich pochowanych na krakowskich Plantach, w pobliżu Barbakanu, na Cmentarz Rakowicki. Zakończył w ten sposób ostry konflikt w mieście, przybierający niejednokrotnie formę publicznych demonstracji.
W 1999 współtworzył partię SLD, na czas trwania prezydentury Krakowa zawiesił swe członkostwo. Członek Polskiego Towarzystwa Historycznego, Polskiego Towarzystwa Nauk Politycznych oraz naukowych towarzystw zagranicznych. Zastępca Przewodniczącego Społecznego Komitetu Odnowy Zabytków Krakowa.
Jest autorem wielu opracowań naukowych oraz 14 książek historycznych, przede wszystkim dotyczących II Rzeczypospolitej, m.in. Silni-zwarci-gotowi. Myśl polityczna Obozu Zjednoczenia Narodowego (1985), Ugrupowania monarchistyczne w latach Drugiej Rzeczypospolitej (1988), Ulubieniec Cezara. Bolesław Wieniawa-Długoszowski: zarys biografii (1990). Pod jego redakcją ukazała się także w 1994 książka Kto był kim w II Rzeczypospolitej. 
Autor haseł w Polskim Słowniku Biograficznym i Słowniku biograficznym działaczy polskiego ruchu robotniczego.
W latach 2001–2011 był sędzią Trybunału Stanu (w tym, w latach 2001–2005 zastępcą przewodniczącego Trybunału Stanu).
W 2010 prezydent RP Lech Kaczyński powołał go na członka Narodowej Rady Rozwoju.
W 2015 był jednym z założycieli komitetu wyborczego Bronisława Komorowskiego w wyborach prezydenckich. W wyborach w 2020 udzielił poparcia Władysławowi Kosiniakowi-Kamyszowi.

## Prezydent Miasta Krakowa
Od 2002 do 2024 Jacek Majchrowski pełnił funkcję Prezydenta Krakowa, najdłużej ze wszystkich dotychczas rządzących miastem prezydentów.

### Pierwsza kadencja (2002–2006)
W wyborach samorządowych w 2002 wygrał m.in. ze Zbigniewem Ziobrą, Janem Rokitą oraz w drugiej turze z Józefem Lassotą, prezydentem Krakowa w latach 1992–1998.
Podczas tej kadencji sprowadzono tanie linie lotnicze do Krakowa, nastąpił też wzrost liczby turystów do 8 mln rocznie, a co za tym idzie – rozwój bazy turystycznej i podniesienie rangi lotniska Kraków-Balice. Po wielu latach zaczęła się również modernizacja stadionów krakowskiej Wisły oraz Cracovii, modernizacja obiektów sportowych Hutnika, prace przygotowawcze do budowy hali widowiskowo-sportowej, trwał także program budowy boisk wielofunkcyjnych w krakowskich osiedlach mieszkaniowych oraz program budowy 4 krytych basenów dla południowych dzielnic Krakowa.
W trakcie kadencji została ukończona budowa oczyszczalni ścieków „Płaszów II”. Został także zakończony program „Woda dla wszystkich”, dzięki któremu procent ludzi z dostępem do bieżącej wody wzrósł z 96% do blisko 99,85%.
W obrębie Starego Miasta wykonano wymianę nawierzchni płyty Rynku Głównego, zmodernizowano ulicę Floriańską, dobiegły także końca prace renowacyjne na krakowskich Plantach, przywracające układ architektoniczny z czasów świetności. Przygotowane zostały również inwestycje modernizacji Małego Rynku i placu Wszystkich Świętych.
Nie udało się zrealizować w tej kadencji planów budowy Krakowskiego Szybkiego Tramwaju oraz parkingów podziemnych na terenie Starego Miasta. Przeciwnicy zarzucają także przygotowanie podziemi pod płytą Rynku Głównego dla ruchu turystycznego oraz wydanie decyzji o warunkach zabudowy fortu świętego Benedykta, którego sprawa trwa od 1998.

### Druga kadencja (2006–2010)
26 listopada 2006 w drugiej turze wyborów na prezydenta Krakowa, Jacek Majchrowski, popierany przez środowiska lewicowe oraz kandydata Platformy Obywatelskiej Tomasza Szczypińskiego, pokonał kandydata Prawa i Sprawiedliwości Ryszarda Terleckiego stosunkiem głosów 59,57% do 40,43% przy frekwencji 38,84%.
Podczas drugiej kadencji udało się dokończyć większość z inwestycji zaplanowanych wcześniej. W centrum miasta zmodernizowano Mały Rynek i plac Wszystkich Świętych. Odnowiono płytę Rynku Głównego, pod którą wybudowano i otwarto nowoczesny oddział Muzeum Historycznego Miasta Krakowa. Ukończono także remont znajdującej się na terenie Śródmieścia ulicy Długiej, a w okolicach Wawelu otwarto parking podziemny pod zmodernizowanym placem na Groblach. Oficjalnie otwarty został przebudowany Stadion Cracovii, którego pojemność zwiększono do ponad 15 tysięcy miejsc.
Z ważnych inwestycji komunikacyjnych dokończono budowę drugiego odcinka pierwszej linii Krakowskiego Szybkiego Tramwaju – w tym tunel podziemny. Zakończono także przebudowy Ronda Grzegórzeckiego oraz tzw. Ronda Mogilskiego, czyli dwupoziomowego kompleksu skrzyżowań ulic, alei i II obwodnicy Krakowa. Ponadto otwarty został nowy terminal krajowy oraz nowa część terminalu międzynarodowego lotniska w podkrakowskich Balicach. Rozpoczęto modernizację Ronda Ofiar Katynia, które jest przebudowywane na skrzyżowanie trójpoziomowe.
Nie udało się rozpocząć budowy linii tramwajowej na Ruczaj i III Kampus UJ (planowano zakończenie w 2009), opóźniono też pracę nad III Obwodnicą Krakowa. Nie rozpoczęto też budowy hali widowiskowo-sportowej w Czyżynach i centrum kongresowego przy Rondzie Grunwaldzkim. Krytykowano Majchrowskiego za słaby nadzór w związku z budową Stadionu im. Henryka Reymana, czego skutkiem miała być zła jakość architektoniczna i budowlana stadionu. Prezydent i urzędnicy tłumaczyli to jednak trudnościami w przeprojektowaniu budowanego już wówczas stadionu z 20 tysięcy na 34 tysiące miejsc – w związku z wyborem Polski jako współorganizatora mistrzostw Europy w piłce nożnej w 2012.

### Trzecia kadencja (2010–2014)
5 grudnia 2010 w drugiej turze wyborów prezydenckich Jacek Majchrowski, popierany przez środowiska lewicowe oraz PSL, a także (jedynie po I turze) Ruch Wyborców Janusza Korwin-Mikke, pokonał kandydata Platformy Obywatelskiej Stanisława Kracika stosunkiem głosów 59,55% do 40,45% przy frekwencji 34,98%. Tym samym został wybrany na trzecią kadencję.
W trakcie trzeciej kadencji Jacka Majchrowskiego zrealizowano duże inwestycje kulturalno-sportowe. Otwarta została największa w Polsce hala widowiskowo-sportowa (o pojemności do 20 tys. miejsc) Kraków Arena, na której odbyły się później m.in. Mistrzostwa Świata w piłce siatkowej mężczyzn 2014, Mistrzostwa Europy w piłce ręcznej mężczyzn 2016, a także Mistrzostwa Europy w piłce siatkowej mężczyzn 2017. Po trzech latach budowy oddano do użytku międzynarodowe centrum kongresowe i rozrywkowe ICE Kraków Congress Centre. W 2011 w dawnych halach Fabryki Schindlera otwarto MOCAK – Muzeum Sztuki Współczesnej.

### Czwarta kadencja (2014–2018)
1 grudnia 2014 Państwowa Komisja Wyborcza ogłosiła, że Jacek Majchrowski pokonał w drugiej rundzie wyborów na prezydenta Krakowa kandydata PiS Marka Lasotę, zdobywając 58,77% głosów. W pierwszej turze Majchrowski zdobył 39,18% ważnych głosów. Oprócz SLD i PSL popierały go Partia Demokratyczna – demokraci.pl i Stronnictwo Demokratyczne, a w II turze także PO.

### Piąta kadencja (2018–2024)
W październiku 2018 Jacek Majchrowski wystartował z ramienia komitetu Obywatelski Kraków, w którym obok Przyjaznego Krakowa znalazły się PO, Nowoczesna, PSL, SLD, Unia Europejskich Demokratów i Socjaldemokracja Polska. Prezydent wygrał pierwszą turę, a w drugiej pokonał kandydatkę PiS Małgorzatę Wassermann, otrzymując 61,94% głosów.
W listopadzie 2023 w oświadczeniu ogłosił iż nie będzie ubiegał się o reelekcję w wyborach samorządowych w 2024. Urząd prezydenta miasta sprawował do 7 maja 2024.

## Kontrowersje
W latach 2006–2007 krakowskie media publikowały doniesienia o nieprawidłowościach związanych z inwestycjami na atrakcyjnej działce należącej do motelu „Krak”, w które miało być zamieszane otoczenie prezydenta, jak i sam prezydent Majchrowski. W kolejnych publikacjach informowano o nieprawidłowościach w krakowskim Wydziale Architektury i szeregu kolejnych inwestycji. W 2007 media poinformowały o postępowaniu prowadzonym przez prokuraturę w opisanych przypadkach. W związku z wybraniem Majchrowskiego do Trybunału Stanu w listopadzie 2007 wszelkie postępowania związane z jego osobą zostały zawieszone.
Według „Gazety Wyborczej” sąd w dwóch wyrokach zasądził 60 tys. złotych od prezydenta Jacka Majchrowskiego dla właściciela motelu „Krak”. Gazeta poinformowała, że prezydent zapłacił już 10 tys. zł i odmówił komentarza w tej sprawie. Pieniądze te według zeznań pracowników tegoż motelu były należnością za niezapłacone rachunki za pokój.
W marcu 2023 jako prezydent Krakowa objął patronatem targi łowieckie. Pod wpływem presji społecznej, na początku kwietnia 2023 patronat Jacka Majchrowskiego dla tychże targów łowieckich został wycofany.

## Wyniki wyborcze
| Wybory | Komitet wyborczy         | Komitet wyborczy                              | Organ                    | Okręg                    | Wynik            |
| ------ | ------------------------ | --------------------------------------------- | ------------------------ | ------------------------ | ---------------- |
| 1989   |                          | bezpartyjny                                   | Sejm X kadencji          | nr 50                    | 10 171 (5,01%)   |
| 2002   |                          | Ponadpartyjny KWW Przyjazny Kraków            | Prezydent Miasta Krakowa | Prezydent Miasta Krakowa | 42 377 (21,18%)  |
| 2002   | 76 296 (50,47%)          | Ponadpartyjny KWW Przyjazny Kraków            | Prezydent Miasta Krakowa | Prezydent Miasta Krakowa |                  |
| 2006   | KWW Jacka Majchrowskiego | Prezydent Miasta Krakowa                      | Prezydent Miasta Krakowa | 103 157 (42,31%)         |                  |
| 2006   | KWW Jacka Majchrowskiego | Prezydent Miasta Krakowa                      | Prezydent Miasta Krakowa | 133 507 (59,57%)         |                  |
| 2006   | KWW Jacka Majchrowskiego | Rada Miasta Krakowa                           | nr 4                     | 4164 (9,27%)             |                  |
| 2010   | KWW Jacka Majchrowskiego | Prezydent Miasta Krakowa                      | Prezydent Miasta Krakowa | 102 594 (40,78%)         |                  |
| 2010   | KWW Jacka Majchrowskiego | Prezydent Miasta Krakowa                      | Prezydent Miasta Krakowa | 122 130 (59,55%)         |                  |
| 2010   | KWW Jacka Majchrowskiego | Rada Miasta Krakowa                           | nr 3                     | 3542 (9,49%)             |                  |
| 2014   | KWW Jacka Majchrowskiego | Prezydent Miasta Krakowa                      | Prezydent Miasta Krakowa | 95 106 (39,18%)          |                  |
| 2014   | KWW Jacka Majchrowskiego | Prezydent Miasta Krakowa                      | Prezydent Miasta Krakowa | 114 705 (58,77%)         |                  |
| 2014   | KWW Jacka Majchrowskiego | Rada Miasta Krakowa                           | nr 4                     | 3094 (7,10%)             |                  |
| 2018   |                          | KWW Jacka Majchrowskiego – Obywatelski Kraków | Prezydent Miasta Krakowa | Prezydent Miasta Krakowa | 154 830 (45,84%) |
| 2018   | 197 019 (61,94%)         | KWW Jacka Majchrowskiego – Obywatelski Kraków | Prezydent Miasta Krakowa | Prezydent Miasta Krakowa |                  |
| 2018   | Rada Miasta Krakowa      | KWW Jacka Majchrowskiego – Obywatelski Kraków | nr 7                     | 7399 (18,91%)            |                  |

## Odznaczenia i wyróżnienia
- Krzyż Wielki Orderu Odrodzenia Polski (2025)[30]
- Krzyż Komandorski z Gwiazdą Orderu Odrodzenia Polski (2011)[31]
- Krzyż Komandorski Orderu Odrodzenia Polski (2002)[32]
- Krzyż Oficerski Orderu Odrodzenia Polski (1997)[33]
- Brązowy Medal za Zasługi dla Policji (2004)[34]
- Medal „Zasłużony dla Tolerancji” (2004)
- Srebrny Medal „Zasłużony Kulturze Gloria Artis” (2005)[35][36]
- Order Świętego Stanisława (nadany przez Juliusza Nowina-Sokolnickiego)[37]
- Krzyż Oficerski Orderu Zasługi Republiki – Węgry (2009)[38]
- Krzyż Komandorski II Klasy Odznaki Honorowej za Zasługi – Austria (2010)[39]
- Medal „Plus ratio quam vis” UJ (2011)[40]
- Krzyż Oficerski Orderu Świętego Karola – Monako (2012)[41]
- Krzyż Kawalerski Orderu Legii Honorowej – Francja (2013)[42]
- Srebrna Odznaka „Zasłużony dla Ochrony Przeciwpożarowej” (2013)[43]
- Odznaka Honorowa za Zasługi dla Samorządu Terytorialnego (2015)[44]
- Złoty Medal Ministra Spraw Zagranicznych i Europejskich Republiki Słowackiej (2022)[7]
- Wielki Krzyż Orderu Zasługi Republiki Federalnej Niemiec (2023)[45]
- Wielka Złota Odznaka za Zasługi dla Landu Wiedeń – Austria (2024)[46]
- Złoty Medal „Zasłużony Kulturze Gloria Artis” (2024)[47]

Doktor honoris causa Uniwersytetu Pedagogicznego w Krakowie i Uniwersytetu Bordeaux oraz Honorowy Obywatel Miasta Sosnowca.

## Życie prywatne
Jest żonaty, ma dwóch synów.